# رنگینک دم‌نواری
رنگینک دم‌نواری (نام علمی: Pipra fasciicauda) نام یک گونه از سرده رنگینک است.